# Résultats par département des élections législatives françaises de 1981
 (mars 2025).
La mise en forme du texte ne suit pas les recommandations de Wikipédia : il faut le « wikifier ».
Les points d'amélioration suivants sont les cas les plus fréquents. Le détail des points à revoir est peut-être précisé sur la page de discussion.
- Les titres sont pré-formatés par le logiciel. Ils ne sont ni en capitales, ni en gras.
- Le texte ne doit pas être écrit en capitales (les noms de famille non plus), ni en gras, ni en italique, ni en « petit »…
- Le gras n'est utilisé que pour surligner le titre de l'article dans l'introduction, une seule fois.
- L'italique est rarement utilisé : mots en langue étrangère, titres d'œuvres, noms de bateaux, etc.
- Les citations ne sont pas en italique mais en corps de texte normal. Elles sont entourées par des guillemets français : « et ».
- Les listes à puces sont à éviter, des paragraphes rédigés étant largement préférés. Les tableaux sont à réserver à la présentation de données structurées (résultats, etc.).
- Les appels de note de bas de page (petits chiffres en exposant, introduits par l'outil «  Source ») sont à placer entre la fin de phrase et le point final[comme ça].
- Les liens internes (vers d'autres articles de Wikipédia) sont à choisir avec parcimonie. Créez des liens vers des articles approfondissant le sujet. Les termes génériques sans rapport avec le sujet sont à éviter, ainsi que les répétitions de liens vers un même terme.
- Les liens externes sont à placer uniquement dans une section « Liens externes », à la fin de l'article. Ces liens sont à choisir avec parcimonie suivant les règles définies. Si un lien sert de source à l'article, son insertion dans le texte est à faire par les notes de bas de page.
- La présentation des références doit suivre les conventions bibliographiques. Il est recommandé d'utiliser les modèles {{Ouvrage}}, {{Chapitre}}, {{Article}}, {{Lien web}} et/ou {{Bibliographie}}. Le mode d'édition visuel peut mettre en forme automatiquement les références.
- Insérer une infobox (cadre d'informations à droite) n'est pas obligatoire pour parachever la mise en page.

Pour une aide détaillée, merci de consulter Aide:Wikification.
Si vous pensez que ces points ont été résolus, vous pouvez retirer ce bandeau et améliorer la mise en forme d'un autre article.
L'élection des députés de la VIIe législature de la Cinquième République française a eu lieu les 14 et 21 juin 1981. Voici les résultats par département.

## Ain

Députés élus de l'Ain par circonscription

| Circonscription | Député sortant | Parti | Parti | Député élu ou réélu | Parti | Parti |
| --------------- | -------------- | ----- | ----- | ------------------- | ----- | ----- |
| 1re             | Jacques Boyon  |       | RPR   | Louis Robin         |       | PS    |
| 2e              | Charles Millon |       | UDF   | Charles Millon      |       | UDF   |
| 3e              | Noël Ravassard |       | PS    | Noël Ravassard      |       | PS    |

## Aisne

Députés élus de l'Aisne par circonscription

| Circonscription | Député sortant   | Parti | Parti    | Député élu ou réélu   | Parti | Parti |
| --------------- | ---------------- | ----- | -------- | --------------------- | ----- | ----- |
| 1re             | Robert Aumont    |       | PS       | Robert Aumont         |       | PS    |
| 2e              | Daniel Le Meur   |       | PCF      | Daniel Le Meur        |       | PCF   |
| 3e              | Maurice Brugnon* |       | PS       | Jean-Pierre Balligand |       | PS    |
| 4e              | Roland Renard    |       | PCF      | Roland Renard         |       | PCF   |
| 5e              | André Rossi      |       | UDF (PR) | Bernard Lefranc       |       | PS    |

## Allier

Députés élus de l'Allier par circonscription

| Circonscription | Député sortant   | Parti | Parti     | Député élu ou réélu  | Parti | Parti |
| --------------- | ---------------- | ----- | --------- | -------------------- | ----- | ----- |
| 1re             | Hector Rolland   |       | RPR       | Jean-Paul Desgranges |       | PS    |
| 2e              | Pierre Goldberg  |       | PCF       | Albert Chaubard      |       | PS    |
| 3e              | André Lajoinie   |       | PCF       | André Lajoinie       |       | PCF   |
| 4e              | Gabriel Péronnet |       | UDF (Rad) | Jean-Michel Belorgey |       | PS    |

## Alpes-de-Haute-Provence

Députés élus des Alpes-de-Haute-Provence par circonscription

| Circonscription | Député sortant  | Parti | Parti | Député élu ou réélu | Parti | Parti |
| --------------- | --------------- | ----- | ----- | ------------------- | ----- | ----- |
| 1re             | François Massot |       | MRG   | François Massot     |       | MRG   |
| 2e              | Pierre Girardot |       | PCF   | André Bellon        |       | PS    |

## Hautes-Alpes

Députés élus des Hautes-Alpes par circonscription

| Circonscription | Député sortant                                  | Parti | Parti     | Député élu ou réélu | Parti | Parti |
| --------------- | ----------------------------------------------- | ----- | --------- | ------------------- | ----- | ----- |
| 1re             | René Serres suppléant de Pierre Bernard-Reymond |       | UDF (CDS) | Daniel Chevallier   |       | PS    |
| 2e              | Marcel Papet suppléant de Paul Dijoud           |       | UDF (PR)  | Robert de Caumont   |       | PS    |

## Alpes-Maritimes

Députés élus des Alpes-Maritimes par circonscription

| Circonscription | Député sortant  | Parti | Parti     | Député élu ou réélu | Parti | Parti     |
| --------------- | --------------- | ----- | --------- | ------------------- | ----- | --------- |
| 1re             | Charles Ehrmann |       | UDF (PR)  | Max Gallo           |       | PS        |
| 2e              | Jacques Médecin |       | UDF (PR)  | Jacques Médecin     |       | UDF (PR)  |
| 3e              | Fernand Icart   |       | UDF (PR)  | Jean-Hugues Colonna |       | PS        |
| 4e              | Emmanuel Aubert |       | RPR       | Emmanuel Aubert     |       | RPR       |
| 5e              | Louise Moreau   |       | UDF (CDS) | Louise Moreau       |       | UDF (CDS) |
| 6e              | Pierre Sauvaigo |       | RPR       | Pierre Sauvaigo     |       | RPR       |

## Ardèche

Députés élus de l'Ardèche par circonscription

| Circonscription | Député sortant | Parti | Parti    | Député élu ou réélu | Parti | Parti |
| --------------- | -------------- | ----- | -------- | ------------------- | ----- | ----- |
| 1re             | Pierre Cornet* |       | UDF (PR) | Robert Chapuis      |       | PS    |
| 2e              | Régis Perbet   |       | RPR      | Régis Perbet        |       | RPR   |
| 3e              | Albert Liogier |       | RPR      | Jean-Marie Alaize   |       | PS    |

## Ardennes

Députés élus des Ardennes par circonscription

| Circonscription | Député sortant    | Parti | Parti | Député élu ou réélu | Parti | Parti |
| --------------- | ----------------- | ----- | ----- | ------------------- | ----- | ----- |
| 1re             | Alain Léger       |       | PCF   | Roger Mas           |       | PS    |
| 2e              | René Visse        |       | PCF   | Gérard Istace       |       | PS    |
| 3e              | Jacques Sourdille |       | RPR   | Gilles Charpentier  |       | PS    |

## Ariège

Députés élus de l'Ariège par circonscription

| Circonscription | Député sortant   | Parti | Parti | Député élu ou réélu | Parti | Parti |
| --------------- | ---------------- | ----- | ----- | ------------------- | ----- | ----- |
| 1re             | Gilbert Faure    |       | PS    | Augustin Bonrepaux  |       | PS    |
| 2e              | André Saint-Paul |       | PS    | Jean Ibanès         |       | PS    |

## Aube

Députés élus de l'Aube par circonscription

| Circonscription | Député sortant                              | Parti | Parti     | Député élu ou réélu | Parti | Parti    |
| --------------- | ------------------------------------------- | ----- | --------- | ------------------- | ----- | -------- |
| 1re             | Pierre Micaux                               |       | UDF (PR)  | Pierre Micaux       |       | UDF (PR) |
| 2e              | Jacques Delhalle suppléant de Robert Galley |       | RPR       | Robert Galley       |       | RPR      |
| 3e              | Paul Granet                                 |       | UDF (Rad) | Michel Cartelet     |       | PS       |

## Aude

Députés élus de l'Aude par circonscription

| Circonscription | Député sortant    | Parti | Parti | Député élu ou réélu | Parti | Parti |
| --------------- | ----------------- | ----- | ----- | ------------------- | ----- | ----- |
| 1re             | Joseph Vidal      |       | PS    | Joseph Vidal        |       | PS    |
| 2e              | Pierre Guidoni    |       | PS    | Pierre Guidoni      |       | PS    |
| 3e              | Jacques Cambolive |       | PS    | Jacques Cambolive   |       | PS    |

## Aveyron

Députés élus de l'Aveyron par circonscription

| Circonscription | Député sortant                       | Parti | Parti     | Député élu ou réélu | Parti | Parti     |
| --------------- | ------------------------------------ | ----- | --------- | ------------------- | ----- | --------- |
| 1re             | Jean Briane                          |       | UDF (CDS) | Jean Briane         |       | UDF (CDS) |
| 2e              | Jean Rigal suppléant de Robert Fabre |       | MRG       | Jean Rigal          |       | MRG       |
| 3e              | Jacques Godfrain                     |       | RPR       | Jacques Godfrain    |       | RPR       |

## Bouches-du-Rhône

Députés élus des Bouches-du-Rhône par circonscription

| Circonscription | Député sortant     | Parti | Parti    | Député élu ou réélu   | Parti | Parti    |
| --------------- | ------------------ | ----- | -------- | --------------------- | ----- | -------- |
| 1re             | Joseph Comiti      |       | RPR      | Hyacinthe Santoni     |       | RPR      |
| 2e              | Jean-Claude Gaudin |       | UDF (PR) | Jean-Claude Gaudin    |       | UDF (PR) |
| 3e              | Gaston Defferre    |       | PS       | Gaston Defferre       |       | PS       |
| 4e              | Guy Hermier        |       | PCF      | Guy Hermier           |       | PCF      |
| 5e              | Georges Lazzarino  |       | PCF      | René Olmeta           |       | PS       |
| 6e              | Edmond Garcin      |       | PCF      | Edmond Garcin         |       | PCF      |
| 7e              | Jeanine Porte      |       | PCF      | Jean-Jacques Léonetti |       | PS       |
| 8e              | Marcel Tassy       |       | PCF      | Marius Masse          |       | PS       |
| 9e              | Louis Philibert    |       | PS       | Louis Philibert       |       | PS       |
| 10e             | René Rieubon       |       | PCF      | René Rieubon          |       | PCF      |
| 11e             | Vincent Porelli    |       | PCF      | Vincent Porelli       |       | PCF      |

## Calvados

Députés élus du Calvados par circonscription

| Circonscription | Député sortant                                | Parti | Parti     | Député élu ou réélu | Parti | Parti     |
| --------------- | --------------------------------------------- | ----- | --------- | ------------------- | ----- | --------- |
| 1re             | Louis Mexandeau                               |       | PS        | Louis Mexandeau     |       | PS        |
| 2e              | Robert Bisson                                 |       | RPR       | Henry Delisle       |       | PS        |
| 3e              | Jacques Richomme suppléant de Michel d'Ornano |       | UDF (PR)  | Michel d'Ornano     |       | UDF (PR)  |
| 4e              | François d'Harcourt                           |       | CNIP      | François d'Harcourt |       | CNIP      |
| 5e              | Antoine Lepeltier suppléant d'Olivier Stirn   |       | UDF (Rad) | Olivier Stirn       |       | UDF (Rad) |

## Cantal

Députés élus du Cantal par circonscription

| Circonscription | Député sortant | Parti | Parti | Député élu ou réélu | Parti | Parti |
| --------------- | -------------- | ----- | ----- | ------------------- | ----- | ----- |
| 1re             | René Souchon   |       | PS    | René Souchon        |       | PS    |
| 2e              | Pierre Raynal  |       | RPR   | Pierre Raynal       |       | RPR   |

## Charente

Députés élus de la Charente par circonscription

| Circonscription | Député sortant        | Parti | Parti | Député élu ou réélu   | Parti | Parti |
| --------------- | --------------------- | ----- | ----- | --------------------- | ----- | ----- |
| 1re             | Jean-Michel Boucheron |       | PS    | Jean-Michel Boucheron |       | PS    |
| 2e              | Francis Hardy         |       | RPR   | Bernard Villette      |       | PS    |
| 3e              | André Soury           |       | PCF   | André Soury           |       | PCF   |

## Charente-Maritime

Députés élus de la Charente-Maritime par circonscription

| Circonscription | Député sortant         | Parti | Parti    | Député élu ou réélu    | Parti | Parti    |
| --------------- | ---------------------- | ----- | -------- | ---------------------- | ----- | -------- |
| 1re             | Michel Crépeau         |       | MRG      | Michel Crépeau         |       | MRG      |
| 2e              | Jean-Guy Branger       |       | UDF (AD) | Jean-Guy Branger       |       | UDF (AD) |
| 3e              | Roland Beix            |       | PS       | Roland Beix            |       | PS       |
| 4e              | Philippe Marchand      |       | PS       | Philippe Marchand      |       | PS       |
| 5e              | Jean-Noël de Lipkowski |       | RPR      | Jean-Noël de Lipkowski |       | RPR      |

## Cher

Députés élus du Cher par circonscription

| Circonscription | Député sortant                                 | Parti | Parti | Député élu ou réélu | Parti | Parti |
| --------------- | ---------------------------------------------- | ----- | ----- | ------------------- | ----- | ----- |
| 1re             | Henri Moulle suppléant de Jean-François Deniau |       | RPR   | Jacques Rimbault    |       | PCF   |
| 2e              | Jean Boinvilliers                              |       | RPR   | Jean Rousseau       |       | PS    |
| 3e              | René Dubreuil suppléant de Maurice Papon       |       | RPR   | Berthe Fiévet       |       | PS    |

## Corrèze

Députés élus de la Corrèze par circonscription

| Circonscription | Député sortant      | Parti | Parti | Député élu ou réélu  | Parti | Parti |
| --------------- | ------------------- | ----- | ----- | -------------------- | ----- | ----- |
| 1re             | Jean-Pierre Bechter |       | RPR   | Jean Combasteil      |       | PCF   |
| 2e              | Jacques Chaminade   |       | PCF   | Jean-Claude Cassaing |       | PS    |
| 3e              | Jacques Chirac      |       | RPR   | Jacques Chirac       |       | RPR   |

## Corse-du-Sud

Députés élus de la Corse-du-Sud par circonscription

| Circonscription | Député sortant           | Parti | Parti | Député élu ou réélu      | Parti | Parti |
| --------------- | ------------------------ | ----- | ----- | ------------------------ | ----- | ----- |
| 1re             | Jean Bozzi               |       | RPR   | Nicolas Alfonsi          |       | MRG   |
| 2e              | Jean-Paul de Rocca Serra |       | RPR   | Jean-Paul de Rocca Serra |       | RPR   |

## Haute-Corse

Députés élus de la Haute-Corse par circonscription

| Circonscription | Député sortant      | Parti | Parti | Député élu ou réélu | Parti | Parti |
| --------------- | ------------------- | ----- | ----- | ------------------- | ----- | ----- |
| 1re             | Pierre-Paul Giacomi |       | RPR   | Jean Zuccarelli     |       | MRG   |
| 2e              | Pierre Pasquini     |       | RPR   | Jean-Paul Luisi     |       | MRG   |

## Côte-d'Or

Députés élus de la Côte-d'Or par circonscription

| Circonscription | Député sortant                                | Parti | Parti    | Député élu ou réélu | Parti | Parti    |
| --------------- | --------------------------------------------- | ----- | -------- | ------------------- | ----- | -------- |
| 1re             | Robert Poujade                                |       | RPR      | Roland Carraz       |       | PS       |
| 2e              | Henry Berger                                  |       | RPR      | Hervé Vouillot      |       | PS       |
| 3e              | Lucien Jacob suppléant de Jean-Philippe Lecat |       | RPR      | François Patriat    |       | PS       |
| 4e              | Gilbert Mathieu                               |       | UDF (PR) | Gilbert Mathieu     |       | UDF (PR) |

## Côtes-du-Nord

Députés élus des Côtes-du-Nord par circonscription

| Circonscription | Député sortant           | Parti | Parti     | Député élu ou réélu | Parti | Parti |
| --------------- | ------------------------ | ----- | --------- | ------------------- | ----- | ----- |
| 1re             | Sébastien Couëpel        |       | UDF (CDS) | Yves Dollo          |       | PS    |
| 2e              | René Benoît              |       | UDF (PR)  | Charles Josselin    |       | PS    |
| 3e              | Marie-Madeleine Dienesch |       | RPR       | Didier Chouat       |       | PS    |
| 4e              | François Leizour         |       | PCF       | Maurice Briand      |       | PS    |
| 5e              | Pierre Jagoret           |       | PS        | Pierre Jagoret      |       | PS    |

## Creuse

Députés élus de la Creuse par circonscription

| Circonscription | Député sortant     | Parti | Parti | Député élu ou réélu | Parti | Parti |
| --------------- | ------------------ | ----- | ----- | ------------------- | ----- | ----- |
| 1re             | Jean-Claude Pasty  |       | RPR   | André Lejeune       |       | PS    |
| 2e              | André Chandernagor |       | PS    | André Chandernagor  |       | PS    |

## Dordogne

Députés élus de la Dordogne par circonscription

| Circonscription | Député sortant | Parti | Parti | Député élu ou réélu | Parti | Parti |
| --------------- | -------------- | ----- | ----- | ------------------- | ----- | ----- |
| 1re             | Yves Guéna     |       | RPR   | Roland Dumas        |       | PS    |
| 2e              | Michel Suchod  |       | PS    | Michel Suchod       |       | PS    |
| 3e              | Alain Bonnet   |       | MRG   | Alain Bonnet        |       | MRG   |
| 4e              | Lucien Dutard  |       | PCF   | Lucien Dutard       |       | PCF   |

## Doubs

Députés élus du Doubs par circonscription

| Circonscription | Député sortant   | Parti | Parti | Député élu ou réélu | Parti | Parti |
| --------------- | ---------------- | ----- | ----- | ------------------- | ----- | ----- |
| 1re             | Raymond Tourrain |       | RPR   | Joseph Pinard       |       | PS    |
| 2e              | Guy Bêche        |       | PS    | Guy Bêche           |       | PS    |
| 3e              | Roland Vuillaume |       | RPR   | Roland Vuillaume    |       | RPR   |

## Drôme

Députés élus de la Drôme par circonscription

| Circonscription | Député sortant   | Parti | Parti | Député élu ou réélu | Parti | Parti |
| --------------- | ---------------- | ----- | ----- | ------------------- | ----- | ----- |
| 1re             | Rodolphe Pesce   |       | PS    | Rodolphe Pesce      |       | PS    |
| 2e              | Henri Michel     |       | PS    | Henri Michel        |       | PS    |
| 3e              | Georges Fillioud |       | PS    | Georges Fillioud    |       | PS    |

## Eure

Députés élus de l'Eure par circonscription

| Circonscription | Député sortant                             | Parti | Parti    | Député élu ou réélu    | Parti | Parti |
| --------------- | ------------------------------------------ | ----- | -------- | ---------------------- | ----- | ----- |
| 1re             | Pierre Monfrais                            |       | UDF (PR) | Luc Tinseau            |       | PS    |
| 2e              | Claude Michel                              |       | PS       | Claude Michel          |       | PS    |
| 3e              | Philippe Pontet Suppléant de Rémy Montagne |       | UDF (PR) | François Loncle        |       | MRG   |
| 4e              | Jacques Tailleur                           |       | RPR      | Freddy Deschaux-Beaume |       | PS    |

## Eure-et-Loir

Députés élus d'Eure-et-Loir par circonscription

| Circonscription | Député sortant      | Parti | Parti    | Député élu ou réélu | Parti | Parti    |
| --------------- | ------------------- | ----- | -------- | ------------------- | ----- | -------- |
| 1re             | Georges Lemoine     |       | PS       | Georges Lemoine     |       | PS       |
| 2e              | Martial Taugourdeau |       | RPR      | Françoise Gaspard   |       | PS       |
| 3e              | Maurice Dousset     |       | UDF (PR) | Maurice Dousset     |       | UDF (PR) |

## Finistère

Députés élus du Finistère par circonscription

| Circonscription | Député sortant                       | Parti | Parti    | Député élu ou réélu | Parti | Parti |
| --------------- | ------------------------------------ | ----- | -------- | ------------------- | ----- | ----- |
| 1re             | Alain Gérard suppléant de Marc Bécam |       | RPR      | Bernard Poignant    |       | PS    |
| 2e              | Eugène Bérest                        |       | UDF (PR) | Joseph Gourmelon    |       | PS    |
| 3e              | Jean-Louis Goasduff                  |       | RPR      | Jean-Louis Goasduff |       | RPR   |
| 4e              | Marie Jacq                           |       | PS       | Marie Jacq          |       | PS    |
| 5e              | Charles Miossec                      |       | RPR      | Charles Miossec     |       | RPR   |
| 6e              | Jean Crenn                           |       | RPR      | Jean Beaufort       |       | PS    |
| 7e              | Guy Guermeur                         |       | RPR      | Jean Peuziat        |       | PS    |
| 8e              | Louis Le Pensec                      |       | PS       | Louis Le Pensec     |       | PS    |

## Gard

Députés élus du Gard par circonscription

| Circonscription | Député sortant    | Parti | Parti | Député élu ou réélu | Parti | Parti |
| --------------- | ----------------- | ----- | ----- | ------------------- | ----- | ----- |
| 1re             | Émile Jourdan     |       | PCF   | Émile Jourdan       |       | PCF   |
| 2e              | Bernard Deschamps |       | PCF   | Georges Benedetti   |       | PS    |
| 3e              | Adrienne Horvath  |       | PCF   | Adrienne Horvath    |       | PCF   |
| 4e              | Gilbert Millet    |       | PCF   | Alain Journet       |       | PS    |

## Haute-Garonne

Députés élus de la Haute-Garonne par circonscription

| Circonscription | Député sortant   | Parti | Parti | Député élu ou réélu | Parti | Parti |
| --------------- | ---------------- | ----- | ----- | ------------------- | ----- | ----- |
| 1re             | Alain Savary     |       | PS    | Alain Savary        |       | PS    |
| 2e              | Gérard Bapt      |       | PS    | Gérard Bapt         |       | PS    |
| 3e              | Maurice Andrieu  |       | PS    | Louis Lareng        |       | PS    |
| 4e              | Alex Raymond     |       | PS    | Alex Raymond        |       | PS    |
| 5e              | Gérard Houteer   |       | PS    | Gérard Houteer      |       | PS    |
| 6e              | Maurice Masquère |       | PS    | Pierre Ortet        |       | PS    |

## Gers

Députés élus du Gers par circonscription

| Circonscription | Député sortant | Parti | Parti | Député élu ou réélu | Parti | Parti |
| --------------- | -------------- | ----- | ----- | ------------------- | ----- | ----- |
| 1re             | Jean Laborde   |       | PS    | Jean Laborde        |       | PS    |
| 2e              | André Cellard  |       | PS    | André Cellard       |       | PS    |

## Gironde

Députés élus de la Gironde par circonscription

| Circonscription | Député sortant                          | Parti | Parti | Député élu ou réélu   | Parti | Parti |
| --------------- | --------------------------------------- | ----- | ----- | --------------------- | ----- | ----- |
| 1re             | Jean Valleix                            |       | RPR   | Jean Valleix          |       | RPR   |
| 2e              | Jacques Chaban-Delmas                   |       | RPR   | Jacques Chaban-Delmas |       | RPR   |
| 3e              | Henri Deschamps                         |       | PS    | Catherine Lalumière   |       | PS    |
| 4e              | Pierre Garmendia                        |       | PS    | Pierre Garmendia      |       | PS    |
| 5e              | Raymond Julien                          |       | MRG   | Raymond Julien        |       | MRG   |
| 6e              | Michel Sainte-Marie                     |       | PS    | Michel Sainte-Marie   |       | PS    |
| 7e              | Pierre Lataillade                       |       | RPR   | Kléber Haye           |       | PS    |
| 8e              | Pierre Lagorce                          |       | PS    | Pierre Lagorce        |       | PS    |
| 9e              | Gérard César suppléant de Robert Boulin |       | RPR   | Gilbert Mitterrand    |       | PS    |
| 10e             | Bernard Madrelle                        |       | PS    | Bernard Madrelle      |       | PS    |

## Hérault

Députés élus de l'Hérault par circonscription

| Circonscription | Député sortant                                  | Parti | Parti    | Député élu ou réélu | Parti | Parti |
| --------------- | ----------------------------------------------- | ----- | -------- | ------------------- | ----- | ----- |
| 1re             | Robert-Félix Fabre suppléant de François Delmas |       | UDF (PR) | Georges Frêche      |       | PS    |
| 2e              | Gilbert Sénès                                   |       | PS       | Gilbert Sénès       |       | PS    |
| 3e              | Myriam Barbera                                  |       | PCF      | Jean Lacombe        |       | PCF   |
| 4e              | Paul Balmigère                                  |       | PCF      | Paul Balmigère      |       | PCF   |
| 5e              | Raoul Bayou                                     |       | PS       | Raoul Bayou         |       | PS    |

## Ille-et-Vilaine

Députés élus d'Ille-et-Vilaine par circonscription

| Circonscription | Député sortant                                 | Parti | Parti     | Député élu ou réélu   | Parti | Parti     |
| --------------- | ---------------------------------------------- | ----- | --------- | --------------------- | ----- | --------- |
| 1re             | Jacques Cressard                               |       | RPR       | Edmond Hervé          |       | PS        |
| 2e              | François Le Douarec nsrp                       |       | RPR       | Jean-Michel Boucheron |       | PS        |
| 3e              | Maurice Drouet suppléant de Pierre Méhaignerie |       | UDF (CDS) | Pierre Méhaignerie    |       | UDF (CDS) |
| 4e              | Alain Madelin                                  |       | UDF (PR)  | Alain Madelin         |       | UDF (PR)  |
| 5e              | Paul Le Ker suppléant de Michel Cointat        |       | RPR       | Michel Cointat        |       | RPR       |
| 6e              | Jean Hamelin suppléant de Yvon Bourges         |       | RPR       | Jean Hamelin          |       | RPR       |

## Indre

Députés élus de l'Indre par circonscription

| Circonscription | Député sortant                              | Parti | Parti    | Député élu ou réélu | Parti | Parti |
| --------------- | ------------------------------------------- | ----- | -------- | ------------------- | ----- | ----- |
| 1re             | Michel Aurillac                             |       | RPR      | Michel Sapin        |       | PS    |
| 2e              | Maurice Tissandier                          |       | UDF (PR) | André Laignel       |       | PS    |
| 3e              | Jean Thibault suppléant de Jean-Paul Mourot |       | RPR      | Amédée Renault      |       | PS    |

## Indre-et-Loire

Députés élus de l'Indre-et-Loire par circonscription

| Circonscription | Député sortant       | Parti | Parti         | Député élu ou réélu | Parti | Parti         |
| --------------- | -------------------- | ----- | ------------- | ------------------- | ----- | ------------- |
| 1re             | Jean Royer           |       | Divers droite | Jean Royer          |       | Divers droite |
| 2e              | Jean Delaneau        |       | UDF (PR)      | Jean-Michel Testu   |       | PS            |
| 3e              | Jean Castagnou       |       | RPR           | Christiane Mora     |       | PS            |
| 4e              | André-Georges Voisin |       | RPR           | Jean Proveux        |       | PS            |

## Isère

Députés élus de l'Isère par circonscription

| Circonscription | Député sortant       | Parti | Parti    | Député élu ou réélu | Parti | Parti   |
| --------------- | -------------------- | ----- | -------- | ------------------- | ----- | ------- |
| 1re             | Guy-Pierre Cabanel   |       | UDF (PR) | Odile Sicard        |       | PS      |
| 2e              | Hubert Dubedout      |       | PS       | Hubert Dubedout     |       | PS      |
| 3e              | Louis Maisonnat      |       | PCF      | Louis Maisonnat     |       | PCF     |
| 4e              | Jacques-Antoine Gau  |       | PS       | Gisèle Halimi       |       | app. PS |
| 5e              | Louis Mermaz         |       | PS       | Louis Mermaz        |       | PS      |
| 6e              | Christian Nucci      |       | PS       | Christian Nucci     |       | PS      |
| 7e              | Maurice Cattin-Bazin |       | UDF (PR) | Georges Bally       |       | PS      |

## Jura

Députés élus du Jura par circonscription

| Circonscription | Député sortant  | Parti | Parti     | Député élu ou réélu    | Parti | Parti |
| --------------- | --------------- | ----- | --------- | ---------------------- | ----- | ----- |
| 1re             | René Feït       |       | UDF (PR)  | Alain Brune            |       | PS    |
| 2e              | Gilbert Barbier |       | UDF (Rad) | Jean-Pierre Santa Cruz |       | PS    |

## Landes

Députés élus des Landes par circonscription

| Circonscription | Député sortant                                   | Parti | Parti | Député élu ou réélu  | Parti | Parti |
| --------------- | ------------------------------------------------ | ----- | ----- | -------------------- | ----- | ----- |
| 1re             | Roger Duroure                                    |       | PS    | Roger Duroure        |       | PS    |
| 2e              | Jean-Pierre Pénicaut suppléant de Henri Lavielle |       | PS    | Jean-Pierre Pénicaut |       | PS    |
| 3e              | Henri Emmanuelli                                 |       | PS    | Henri Emmanuelli     |       | PS    |

## Loir-et-Cher

Députés élus de Loir-et-Cher par circonscription

| Circonscription | Député sortant | Parti | Parti     | Député élu ou réélu | Parti | Parti     |
| --------------- | -------------- | ----- | --------- | ------------------- | ----- | --------- |
| 1re             | Pierre Sudreau |       | app. UDF  | François Mortelette |       | PS        |
| 2e              | Roger Corrèze  |       | RPR       | Roger Corrèze       |       | RPR       |
| 3e              | Jean Desanlis  |       | UDF (CDS) | Jean Desanlis       |       | UDF (CDS) |

## Loire

Députés élus de la Loire par circonscription

| Circonscription | Député sortant   | Parti | Parti     | Député élu ou réélu | Parti | Parti    |
| --------------- | ---------------- | ----- | --------- | ------------------- | ----- | -------- |
| 1re             | Michel Durafour  |       | UDF (Rad) | Paul Chomat         |       | PCF      |
| 2e              | Lucien Neuwirth  |       | RPR       | Bruno Vennin        |       | PS       |
| 3e              | André Chazalon   |       | UDF (CDS) | Jacques Badet       |       | PS       |
| 4e              | Théo Vial-Massat |       | PCF       | Théo Vial-Massat    |       | PCF      |
| 5e              | Jean Auroux      |       | PS        | Jean Auroux         |       | PS       |
| 6e              | Pascal Clément   |       | UDF (PR)  | Pascal Clément      |       | UDF (PR) |
| 7e              | Henri Bayard     |       | UDF (PR)  | Henri Bayard        |       | UDF (PR) |

## Haute-Loire

Députés élus de la Haute-Loire par circonscription

| Circonscription | Député sortant                               | Parti | Parti     | Député élu ou réélu | Parti | Parti     |
| --------------- | -------------------------------------------- | ----- | --------- | ------------------- | ----- | --------- |
| 1re             | Roger Fourneyron suppléant de Jacques Barrot |       | UDF (CDS) | Jacques Barrot      |       | UDF (CDS) |
| 2e              | Jean Proriol                                 |       | UDF (PR)  | Jean Proriol        |       | UDF (PR)  |

## Loire-Atlantique

Députés élus de la Loire-Atlantique par circonscription

| Circonscription | Député sortant                                 | Parti | Parti    | Député élu ou réélu             | Parti | Parti    |
| --------------- | ---------------------------------------------- | ----- | -------- | ------------------------------- | ----- | -------- |
| 1re             | Dominique Pervenche suppléant d'Alexandre Bolo |       | RPR      | Jean Natiez                     |       | PS       |
| 2e              | Alain Chénard                                  |       | PS       | Alain Chénard                   |       | PS       |
| 3e              | François Autain                                |       | PS       | François Autain                 |       | PS       |
| 4e              | Joseph-Henri Maujoüan du Gasset                |       | UDF (PR) | Joseph-Henri Maujoüan du Gasset |       | UDF (PR) |
| 5e              | Xavier Hunault                                 |       | app. UDF | Xavier Hunault                  |       | app. UDF |
| 6e              | Claude Évin                                    |       | PS       | Claude Évin                     |       | PS       |
| 7e              | Olivier Guichard                               |       | RPR      | Olivier Guichard                |       | RPR      |
| 8e              | Lucien Richard                                 |       | RPR      | Lucien Richard                  |       | RPR      |

## Loiret

Députés élus du Loiret par circonscription

| Circonscription | Député sortant      | Parti | Parti    | Député élu ou réélu    | Parti | Parti |
| --------------- | ------------------- | ----- | -------- | ---------------------- | ----- | ----- |
| 1re             | Jacques Douffiagues |       | UDF (PR) | Jean-Pierre Sueur      |       | PS    |
| 2e              | Louis Sallé         |       | RPR      | Jean-Claude Portheault |       | PS    |
| 3e              | Gaston Girard       |       | RPR      | Jean-Paul Charié       |       | RPR   |
| 4e              | Xavier Deniau       |       | RPR      | Xavier Deniau          |       | RPR   |

## Lot

Députés élus du Lot par circonscription

| Circonscription | Député sortant | Parti | Parti | Député élu ou réélu | Parti | Parti |
| --------------- | -------------- | ----- | ----- | ------------------- | ----- | ----- |
| 1re             | Maurice Faure  |       | MRG   | Maurice Faure       |       | MRG   |
| 2e              | Martin Malvy   |       | PS    | Martin Malvy        |       | PS    |

## Lot-et-Garonne

Députés élus de Lot-et-Garonne par circonscription

| Circonscription | Député sortant          | Parti | Parti | Député élu ou réélu     | Parti | Parti |
| --------------- | ----------------------- | ----- | ----- | ----------------------- | ----- | ----- |
| 1re             | Christian Laurissergues |       | PS    | Christian Laurissergues |       | PS    |
| 2e              | Hubert Ruffe            |       | PCF   | Gérard Gouzes           |       | PS    |
| 3e              | Marcel Garrouste        |       | PS    | Marcel Garrouste        |       | PS    |

## Lozère

Députés élus de la Lozère par circonscription

| Circonscription | Député sortant | Parti | Parti    | Député élu ou réélu | Parti | Parti     |
| --------------- | -------------- | ----- | -------- | ------------------- | ----- | --------- |
| 1re             | Pierre Couderc |       | UDF (PR) | Adrien Durand       |       | UDF (Rad) |
| 2e              | Jacques Blanc  |       | UDF (PR) | Jacques Blanc       |       | UDF (PR)  |

## Maine-et-Loire

Députés élus de Maine-et-Loire par circonscription

| Circonscription | Député sortant    | Parti | Parti      | Député élu ou réélu | Parti | Parti      |
| --------------- | ----------------- | ----- | ---------- | ------------------- | ----- | ---------- |
| 1re             | Jean Narquin      |       | RPR        | Jean Narquin        |       | RPR        |
| 2e              | Jean Foyer        |       | RPR        | Jean Foyer          |       | RPR        |
| 3e              | Edmond Alphandéry |       | UDF (CDS)  | Edmond Alphandéry   |       | UDF (CDS)  |
| 4e              | Jean Bégault      |       | UDF (MDSF) | Jean Bégault        |       | UDF (MDSF) |
| 5e              | Maurice Ligot     |       | CNIP       | Maurice Ligot       |       | CNIP       |
| 6e              | René la Combe     |       | RPR        | René la Combe       |       | RPR        |

## Manche

Députés élus de la Manche par circonscription

| Circonscription | Député sortant     | Parti | Parti     | Député élu ou réélu | Parti | Parti     |
| --------------- | ------------------ | ----- | --------- | ------------------- | ----- | --------- |
| 1re             | Jean-Marie Daillet |       | UDF (CDS) | Jean-Marie Daillet  |       | UDF (CDS) |
| 2e              | Émile Bizet        |       | RPR       | Émile Bizet         |       | RPR       |
| 3e              | Henri Baudouin     |       | UDF (PR)  | Henri Baudouin      |       | UDF (PR)  |
| 4e              | Pierre Godefroy    |       | RPR       | Pierre Godefroy     |       | RPR       |
| 5e              | Louis Darinot      |       | PS        | Louis Darinot       |       | PS        |

## Marne

Députés élus de la Marne par circonscription

| Circonscription | Député sortant       | Parti | Parti     | Député élu ou réélu | Parti | Parti     |
| --------------- | -------------------- | ----- | --------- | ------------------- | ----- | --------- |
| 1re             | Jean-Louis Schneiter |       | UDF (CDS) | Georges Colin       |       | PS        |
| 2e              | Jean Falala          |       | RPR       | Jean Falala         |       | RPR       |
| 3e              | Jean Bernard         |       | RPR       | Annette Chépy-Léger |       | PS        |
| 4e              | Bernard Stasi        |       | UDF (CDS) | Bernard Stasi       |       | UDF (CDS) |

## Haute-Marne

Députés élus de la Haute-Marne par circonscription

| Circonscription | Député sortant         | Parti | Parti    | Député élu ou réélu | Parti | Parti    |
| --------------- | ---------------------- | ----- | -------- | ------------------- | ----- | -------- |
| 1re             | Charles Fèvre          |       | UDF (PR) | Charles Fèvre       |       | UDF (PR) |
| 2e              | Jacques-Richard Delong |       | RPR      | Guy Chanfrault      |       | PS       |

## Mayenne

Députés élus de la Mayenne par circonscription

| Circonscription | Député sortant                                     | Parti | Parti    | Député élu ou réélu | Parti | Parti    |
| --------------- | -------------------------------------------------- | ----- | -------- | ------------------- | ----- | -------- |
| 1re             | François d'Aubert                                  |       | UDF (PR) | François d'Aubert   |       | UDF (PR) |
| 2e              | Henri de Gastines                                  |       | RPR      | Henri de Gastines   |       | RPR      |
| 3e              | Roger Lestas suppléant de René Boullier de Branche |       | UDF (PR) | Roger Lestas        |       | UDF (PR) |

## Meurthe-et-Moselle

Députés élus de Meurthe-et-Moselle par circonscription

| Circonscription | Député sortant   | Parti | Parti     | Député élu ou réélu | Parti | Parti     |
| --------------- | ---------------- | ----- | --------- | ------------------- | ----- | --------- |
| 1re             | Yvon Tondon      |       | PS        | Yvon Tondon         |       | PS        |
| 2e              | Claude Coulais   |       | UDF (PR)  | Job Durupt          |       | PS        |
| 3e              | André Rossinot   |       | UDF (Rad) | André Rossinot      |       | UDF (Rad) |
| 4e              | René Haby        |       | UDF (PR)  | René Haby           |       | UDF (PR)  |
| 5e              | Marcel Bigeard   |       | app. UDF  | Marcel Bigeard      |       | app. UDF  |
| 6e              | Colette Goeuriot |       | PCF       | Colette Goeuriot    |       | PCF       |
| 7e              | Antoine Porcu    |       | PCF       | Jean-Paul Durieux   |       | PS        |

## Meuse

Députés élus de la Meuse par circonscription

| Circonscription | Député sortant | Parti | Parti    | Député élu ou réélu | Parti | Parti |
| --------------- | -------------- | ----- | -------- | ------------------- | ----- | ----- |
| 1re             | Gérard Longuet |       | UDF (PR) | Jean Bernard        |       | PS    |
| 2e              | Claude Biwer   |       | UDF (PR) | Jean-Louis Dumont   |       | PS    |

## Morbihan

Députés élus du Morbihan par circonscription

| Circonscription | Député sortant                               | Parti | Parti     | Député élu ou réélu   | Parti | Parti     |
| --------------- | -------------------------------------------- | ----- | --------- | --------------------- | ----- | --------- |
| 1re             | Paul Chapel                                  |       | UDF (PR)  | Raymond Marcellin     |       | UDF (PR)  |
| 2e              | Aimé Kergueris suppléant de Christian Bonnet |       | UDF (PR)  | Christian Bonnet      |       | UDF (PR)  |
| 3e              | Jean-Charles Cavaillé                        |       | RPR       | Jean-Charles Cavaillé |       | RPR       |
| 4e              | Loïc Bouvard                                 |       | UDF (CDS) | Loïc Bouvard          |       | UDF (CDS) |
| 5e              | Jean-Yves Le Drian                           |       | PS        | Jean-Yves Le Drian    |       | PS        |
| 6e              | Yves Le Cabellec                             |       | CDS       | Jean Giovannelli      |       | PS        |

## Moselle

Députés élus de la Moselle par circonscription

| Circonscription | Député sortant    | Parti | Parti     | Député élu ou réélu | Parti | Parti     |
| --------------- | ----------------- | ----- | --------- | ------------------- | ----- | --------- |
| 1re             | Jean Laurain      |       | PS        | Jean Laurain        |       | PS        |
| 2e              | Jean-Louis Masson |       | RPR       | Jean-Louis Masson   |       | RPR       |
| 3e              | César Depietri    |       | PCF       | René Drouin         |       | PS        |
| 4e              | Henri Ferretti    |       | UDF (PR)  | Robert Malgras      |       | PS        |
| 5e              | Julien Schvartz   |       | RPR       | Charles Metzinger   |       | PS        |
| 6e              | Jean-Éric Bousch  |       | RPR       | Paul Bladt          |       | PS        |
| 7e              | Jean Seitlinger   |       | UDF (CDS) | Jean Seitlinger     |       | UDF (CDS) |
| 8e              | Pierre Messmer    |       | RPR       | Pierre Messmer      |       | RPR       |

## Nièvre

Députés élus de la Nièvre par circonscription

| Circonscription | Député sortant              | Parti | Parti | Député élu ou réélu         | Parti | Parti |
| --------------- | --------------------------- | ----- | ----- | --------------------------- | ----- | ----- |
| 1re             | Daniel Benoist              |       | PS    | Daniel Benoist              |       | PS    |
| 2e              | Jacques Huyghues des Étages |       | PS    | Jacques Huyghues des Étages |       | PS    |
| 3e              | François Mitterrand         |       | PS    | Bernard Bardin              |       | PS    |

## Nord

Députés élus du Nord par circonscription

| Circonscription | Député sortant                                 | Parti | Parti         | Député élu ou réélu | Parti | Parti         |
| --------------- | ---------------------------------------------- | ----- | ------------- | ------------------- | ----- | ------------- |
| 1re             | Georges Delfosse suppléant de Norbert Ségard   |       | UDF (CDS)     | Georges Delfosse    |       | UDF (CDS)     |
| 2e              | Pierre Mauroy                                  |       | PS            | Pierre Mauroy       |       | PS            |
| 3e              | Claude Dhinnin                                 |       | RPR           | Jacqueline Osselin  |       | PS            |
| 4e              | Bernard Derosier                               |       | PS            | Bernard Derosier    |       | PS            |
| 5e              | Arthur Notebart                                |       | PS            | Arthur Notebart     |       | PS            |
| 6e              | André Laurent                                  |       | PS            | André Laurent       |       | PS            |
| 7e              | Pierre Prouvost                                |       | PS            | Pierre Prouvost     |       | PS            |
| 8e              | Alain Faugaret                                 |       | PS            | Alain Faugaret      |       | PS            |
| 9e              | Serge Charles                                  |       | RPR           | Serge Charles       |       | RPR           |
| 10e             | Gérard Haesebroeck                             |       | PS            | Gérard Haesebroeck  |       | PS            |
| 11e             | Albert Denvers                                 |       | PS            | Albert Denvers      |       | PS            |
| 12e             | Maurice Cornette                               |       | RPR           | Maurice Cornette    |       | RPR           |
| 13e             | Maurice Sergheraert                            |       | Divers droite | Maurice Sergheraert |       | Divers droite |
| 14e             | Émile Roger                                    |       | PCF           | Émile Roger         |       | PCF           |
| 15e             | Georges Hage                                   |       | PCF           | Georges Hage        |       | PCF           |
| 16e             | Claude Pringalle suppléant de Jacques Legendre |       | RPR           | Jean Le Garrec      |       | PS            |
| 17e             | Claude Wargnies                                |       | PCF           | Paul Moreau         |       | PS            |
| 18e             | Georges Bustin                                 |       | PCF           | Georges Bustin      |       | PCF           |
| 19e             | Alain Bocquet                                  |       | PCF           | Alain Bocquet       |       | PCF           |
| 20e             | Gustave Ansart                                 |       | PCF           | Gustave Ansart      |       | PCF           |
| 21e             | Marceau Gauthier                               |       | PCF           | Marcel Dehoux       |       | PS            |
| 22e             | Albert Maton                                   |       | PCF           | Umberto Battist     |       | PS            |
| 23e             | Jean Jarosz                                    |       | PCF           | Jean Jarosz         |       | PCF           |

## Oise

Députés élus de l'Oise par circonscription

| Circonscription | Député sortant       | Parti | Parti | Député élu ou réélu | Parti | Parti |
| --------------- | -------------------- | ----- | ----- | ------------------- | ----- | ----- |
| 1re             | Marcel Dassault      |       | RPR   | Marcel Dassault     |       | RPR   |
| 2e              | Roland Florian       |       | PS    | Roland Florian      |       | PS    |
| 3e              | Raymond Maillet      |       | PCF   | Jean-Pierre Braine  |       | PS    |
| 4e              | Arthur Dehaine       |       | RPR   | Jean Anciant        |       | PS    |
| 5e              | Jean-François Mancel |       | RPR   | Guy Vadepied        |       | PS    |

## Orne

Députés élus de l'Orne par circonscription

| Circonscription | Député sortant | Parti | Parti     | Député élu ou réélu | Parti | Parti     |
| --------------- | -------------- | ----- | --------- | ------------------- | ----- | --------- |
| 1re             | Daniel Goulet  |       | RPR       | Daniel Goulet       |       | RPR       |
| 2e              | Francis Geng   |       | UDF (CDS) | Francis Geng        |       | UDF (CDS) |
| 3e              | Hubert Bassot  |       | UDF (PR)  | Michel Lambert      |       | PS        |

## Pas-de-Calais

Députés élus du Pas-de-Calais par circonscription

| Circonscription | Député sortant                            | Parti | Parti | Député élu ou réélu    | Parti | Parti |
| --------------- | ----------------------------------------- | ----- | ----- | ---------------------- | ----- | ----- |
| 1re             | André Delehedde                           |       | PS    | André Delehedde        |       | PS    |
| 2e              | Jean-Pierre Defontaine                    |       | MRG   | Jean-Pierre Defontaine |       | MRG   |
| 3e              | Lucien Pignion                            |       | PS    | Lucien Pignion         |       | PS    |
| 4e              | Claude Wilquin                            |       | PS    | Claude Wilquin         |       | PS    |
| 5e              | Jean Bardol                               |       | PCF   | Guy Lengagne           |       | PS    |
| 6e              | Dominique Dupilet                         |       | PS    | Dominique Dupilet      |       | PS    |
| 7e              | Jean-Jacques Barthe                       |       | PCF   | Jean-Jacques Barthe    |       | PCF   |
| 8e              | Roland Huguet                             |       | PS    | Roland Huguet          |       | PS    |
| 9e              | Jacques Mellick                           |       | PS    | Jacques Mellick        |       | PS    |
| 10e             | Maurice Andrieux                          |       | PCF   | Marcel Wacheux         |       | PS    |
| 11e             | Angèle Chavatte suppléante de Henri Lucas |       | PCF   | Noël Josèphe           |       | PS    |
| 12e             | Henri Darras                              |       | PS    | Henri Darras           |       | PS    |
| 13e             | André Delelis                             |       | PS    | André Delelis          |       | PS    |
| 14e             | Joseph Legrand                            |       | PCF   | Joseph Legrand         |       | PCF   |

## Puy-de-Dôme

Députés élus du Puy-de-Dôme par circonscription

| Circonscription | Député sortant    | Parti | Parti    | Député élu ou réélu | Parti | Parti    |
| --------------- | ----------------- | ----- | -------- | ------------------- | ----- | -------- |
| 1re             | Maurice Pourchon  |       | PS       | Maurice Pourchon    |       | PS       |
| 2e              | Jean Morellon     |       | UDF (PR) | Claude Wolff        |       | UDF (PR) |
| 3e              | Jacques Lavédrine |       | PS       | Jacques Lavédrine   |       | PS       |
| 4e              | René Barnérias    |       | UDF (PR) | Maurice Adevah-Pœuf |       | PS       |
| 5e              | Edmond Vacant     |       | PS       | Edmond Vacant       |       | PS       |

## Pyrénées-Atlantiques

Députés élus des Pyrénées-Atlantiques par circonscription

| Circonscription | Député sortant                                | Parti | Parti | Député élu ou réélu  | Parti | Parti |
| --------------- | --------------------------------------------- | ----- | ----- | -------------------- | ----- | ----- |
| 1re             | André Labarrère                               |       | PS    | André Labarrère      |       | PS    |
| 2e              | Auguste Cazalet suppléant de Maurice Plantier |       | RPR   | Henri Prat           |       | PS    |
| 3e              | Michel Inchauspé                              |       | RPR   | Michel Inchauspé     |       | RPR   |
| 4e              | Bernard Marie                                 |       | RPR   | Jean-Pierre Destrade |       | PS    |

## Hautes-Pyrénées

Députés élus des Hautes-Pyrénées par circonscription

| Circonscription | Député sortant  | Parti | Parti | Député élu ou réélu | Parti | Parti |
| --------------- | --------------- | ----- | ----- | ------------------- | ----- | ----- |
| 1re             | Pierre Forgues  |       | PS    | Pierre Forgues      |       | PS    |
| 2e              | François Abadie |       | MRG   | François Abadie     |       | MRG   |

## Pyrénées-Orientales

Députés élus des Pyrénées-Orientales par circonscription

| Circonscription | Député sortant | Parti | Parti      | Député élu ou réélu | Parti | Parti |
| --------------- | -------------- | ----- | ---------- | ------------------- | ----- | ----- |
| 1re             | Paul Alduy     |       | UDF (MDSF) | Renée Soum          |       | PS    |
| 2e              | André Tourné   |       | PCF        | André Tourné        |       | PCF   |

## Bas-Rhin

Députés élus du Bas-Rhin par circonscription

| Circonscription | Député sortant                               | Parti | Parti         | Député élu ou réélu   | Parti | Parti         |
| --------------- | -------------------------------------------- | ----- | ------------- | --------------------- | ----- | ------------- |
| 1re             | Émile Koehl                                  |       | UDF (CDS)     | Émile Koehl           |       | UDF (CDS)     |
| 2e              | André Bord                                   |       | RPR           | Jean Oehler           |       | PS            |
| 3e              | André Durr                                   |       | RPR           | André Durr            |       | RPR           |
| 4e              | Germain Gengenwin suppléant de Georges Klein |       | UDF (CDS)     | Germain Gengenwin     |       | UDF (CDS)     |
| 5e              | Jean-Marie Caro                              |       | UDF (CDS)     | Jean-Marie Caro       |       | UDF (CDS)     |
| 6e              | Adrien Zeller                                |       | Divers droite | Adrien Zeller         |       | Divers droite |
| 7e              | François Grussenmeyer                        |       | RPR           | François Grussenmeyer |       | RPR           |
| 8e              | Germain Sprauer                              |       | RPR           | Germain Sprauer       |       | RPR           |

## Haut-Rhin

Députés élus du Haut-Rhin par circonscription

| Circonscription | Député sortant    | Parti | Parti      | Député élu ou réélu | Parti | Parti     |
| --------------- | ----------------- | ----- | ---------- | ------------------- | ----- | --------- |
| 1re             | Jean-Paul Fuchs   |       | UDF (CDS)  | Jean-Paul Fuchs     |       | UDF (CDS) |
| 2e              | Charles Haby      |       | RPR        | Charles Haby        |       | RPR       |
| 3e              | Pierre Weisenhorn |       | RPR        | Pierre Weisenhorn   |       | RPR       |
| 4e              | Émile Muller      |       | UDF (MDSF) | Jean-Marie Bockel   |       | PS        |
| 5e              | Antoine Gissinger |       | RPR        | Antoine Gissinger   |       | RPR       |

## Rhône

Députés élus du Rhône par circonscription

| Circonscription | Député sortant                          | Parti | Parti         | Député élu ou réélu   | Parti | Parti    |
| --------------- | --------------------------------------- | ----- | ------------- | --------------------- | ----- | -------- |
| 1re             | René Caille                             |       | RPR           | Marie-Thérèse Patrat  |       | PS       |
| 2e              | Roger Fenech                            |       | UDF (CDS)     | Gérard Collomb        |       | PS       |
| 3e              | Michel Noir                             |       | RPR           | Michel Noir           |       | RPR      |
| 4e              | Jean Baridon suppléant de Raymond Barre |       | Divers droite | Raymond Barre         |       | app. UDF |
| 5e              | Pierre-Bernard Cousté                   |       | app. RPR      | Pierre-Bernard Cousté |       | app. RPR |
| 6e              | Charles Hernu                           |       | PS            | Charles Hernu         |       | PS       |
| 7e              | Frédéric Dugoujon                       |       | UDF (CDS)     | Jean Rigaud           |       | UDF (AD) |
| 8e              | Emmanuel Hamel                          |       | UDF (PR)      | Emmanuel Hamel        |       | UDF (PR) |
| 9e              | Alain Mayoud                            |       | UDF (PR)      | Alain Mayoud          |       | UDF (PR) |
| 10e             | Francisque Perrut                       |       | UDF (PR)      | Francisque Perrut     |       | UDF (PR) |
| 11e             | Marcel Houël                            |       | PCF           | Marie-Josèphe Sublet  |       | PS       |
| 12e             | Xavier Hamelin                          |       | RPR           | Roland Bernard        |       | PS       |
| 13e             | Jean Poperen                            |       | PS            | Jean Poperen          |       | PS       |

## Haute-Saône

Députés élus de la Haute-Saône par circonscription

| Circonscription | Député sortant       | Parti | Parti     | Député élu ou réélu | Parti | Parti |
| --------------- | -------------------- | ----- | --------- | ------------------- | ----- | ----- |
| 1re             | Pierre Chantelat     |       | UDF (PR)  | Christian Bergelin  |       | RPR   |
| 2e              | Jean-Jacques Beucler |       | UDF (CDS) | Jean-Pierre Michel  |       | PS    |

## Saône-et-Loire

Députés élus de Saône-et-Loire par circonscription

| Circonscription | Député sortant  | Parti | Parti | Député élu ou réélu | Parti | Parti |
| --------------- | --------------- | ----- | ----- | ------------------- | ----- | ----- |
| 1re             | Philippe Malaud |       | CNIP  | Jean-Pierre Worms   |       | PS    |
| 2e              | Paul Duraffour  |       | MRG   | Paul Duraffour      |       | MRG   |
| 3e              | André Billardon |       | PS    | André Billardon     |       | PS    |
| 4e              | André Jarrot    |       | RPR   | André Lotte         |       | PS    |
| 5e              | Pierre Joxe     |       | PS    | Pierre Joxe         |       | PS    |

## Sarthe

Députés élus de la Sarthe par circonscription

| Circonscription | Député sortant                           | Parti | Parti    | Député élu ou réélu | Parti | Parti |
| --------------- | ---------------------------------------- | ----- | -------- | ------------------- | ----- | ----- |
| 1re             | Gérard Chasseguet                        |       | RPR      | Gérard Chasseguet   |       | RPR   |
| 2e              | Daniel Boulay                            |       | PCF      | Raymond Douyère     |       | PS    |
| 3e              | Bertrand de Maigret                      |       | UDF (PR) | Guy-Michel Chauveau |       | PS    |
| 4e              | René Pailler suppléant de Joël Le Theule |       | RPR      | François Fillon     |       | RPR   |
| 5e              | Pierre Gascher                           |       | RPR      | Pierre Gascher      |       | RPR   |

## Savoie

Députés élus de la Savoie par circonscription

| Circonscription | Député sortant  | Parti | Parti | Député élu ou réélu | Parti | Parti |
| --------------- | --------------- | ----- | ----- | ------------------- | ----- | ----- |
| 1re             | Louis Besson    |       | PS    | Louis Besson        |       | PS    |
| 2e              | Michel Barnier  |       | RPR   | Michel Barnier      |       | RPR   |
| 3e              | Jean-Pierre Cot |       | PS    | Jean-Pierre Cot     |       | PS    |

## Haute-Savoie

Députés élus de la Haute-Savoie par circonscription

| Circonscription | Député sortant | Parti | Parti     | Député élu ou réélu | Parti | Parti     |
| --------------- | -------------- | ----- | --------- | ------------------- | ----- | --------- |
| 1re             | Jean Brocard   |       | UDF (PR)  | Jean Brocard        |       | UDF (PR)  |
| 2e              | Georges Pianta |       | UDF (PR)  | Yves Sautier        |       | UDF (PR)  |
| 3e              | Claude Birraux |       | UDF (CDS) | Claude Birraux      |       | UDF (CDS) |

## Paris

Députés élus de Paris par circonscription

| Circonscription                                 | Député sortant                             | Parti | Parti     | Député élu ou réélu       | Parti | Parti     |
| ----------------------------------------------- | ------------------------------------------ | ----- | --------- | ------------------------- | ----- | --------- |
| 1re                                             | Pierre-Charles Krieg                       |       | RPR       | Pierre-Charles Krieg      |       | RPR       |
| 2e                                              | Abel Thomas* suppléant de Jacques Dominati |       | UDF (Rad) | Pierre Dabezies           |       | FRP       |
| 3e                                              | Jean Tiberi                                |       | RPR       | Jean Tiberi               |       | RPR       |
| 4e                                              | Pierre Bas                                 |       | RPR       | Pierre Bas                |       | RPR       |
| 5e                                              | Édouard Frédéric-Dupont                    |       | RPR       | Édouard Frédéric-Dupont   |       | RPR       |
| 6e                                              | Maurice Couve de Murville                  |       | RPR       | Maurice Couve de Murville |       | RPR       |
| 7e                                              | Gabriel Kaspereit                          |       | RPR       | Gabriel Kaspereit         |       | RPR       |
| 8e                                              | Claude-Gérard Marcus                       |       | RPR       | Claude-Gérard Marcus      |       | RPR       |
| 9e                                              | Alain Devaquet                             |       | RPR       | Georges Sarre             |       | PS        |
| 10e                                             | Claude Martin                              |       | RPR       | Ghislaine Toutain         |       | PS        |
| 11e                                             | Paul Pernin                                |       | app. UDF  | Paul Pernin               |       | UDF (CDS) |
| 12e                                             | Pierre de Bénouville                       |       | app. RPR  | Pierre de Bénouville      |       | RPR       |
| 13e                                             | Gisèle Moreau                              |       | PCF       | Nicole Questiaux          |       | PS        |
| 14e                                             | Paul Quilès                                |       | PS        | Paul Quilès               |       | PS        |
| 15e                                             | Yves Lancien                               |       | RPR       | Yves Lancien              |       | RPR       |
| 16e                                             | Edwige Avice                               |       | PS        | Edwige Avice              |       | PS        |
| 17e                                             | Jacques Marette                            |       | RPR       | Jacques Marette           |       | RPR       |
| 18e                                             | Nicole de Hauteclocque                     |       | RPR       | Nicole de Hauteclocque    |       | RPR       |
| 19e                                             | Claude Roux                                |       | RPR       | Jacques Toubon            |       | RPR       |
| 20e                                             | Georges Mesmin                             |       | UDF (CDS) | Georges Mesmin            |       | UDF (CDS) |
| 21e                                             | Gilbert Gantier                            |       | UDF (PR)  | Gilbert Gantier           |       | UDF (PR)  |
| 22e                                             | Maurice Druon*                             |       | RPR       | Bernard Pons              |       | RPR       |
| 23e                                             | Jean de Préaumont                          |       | RPR       | Jean de Préaumont         |       | RPR       |
| 24e                                             | Hélène Missoffe                            |       | RPR       | Hélène Missoffe           |       | RPR       |
| 25e                                             | Roger Chinaud                              |       | UDF (PR)  | Claude Estier             |       | PS        |
| 26e                                             | Joël Le Tac                                |       | RPR       | Bertrand Delanoë          |       | PS        |
| 27e                                             | Jean-Pierre Pierre-Bloch                   |       | UDF (Rad) | Lionel Jospin             |       | PS        |
| 28e                                             | Jacques Féron                              |       | CNIP      | Manuel Escutia            |       | PS        |
| 29e                                             | Paul Laurent                               |       | PCF       | Alain Billon              |       | PS        |
| 30e                                             | Didier Bariani                             |       | UDF (Rad) | Michel Charzat            |       | PS        |
| 31e                                             | Lucien Villa                               |       | PCF       | Jean-Paul Planchou        |       | PS        |
| * député sortant ne se représentant pas en 1981 |                                            |       |           |                           |       |           |

## Seine-Maritime

Députés élus de la Seine-Maritime par circonscription

| Circonscription | Député sortant    | Parti | Parti     | Député élu ou réélu | Parti | Parti |
| --------------- | ----------------- | ----- | --------- | ------------------- | ----- | ----- |
| 1re             | Henri Colombier   |       | UDF (CDS) | Michel Bérégovoy    |       | PS    |
| 2e              | Laurent Fabius    |       | PS        | Laurent Fabius      |       | PS    |
| 3e              | Roland Leroy      |       | PCF       | Pierre Bourguignon  |       | PS    |
| 4e              | Colette Privat    |       | PCF       | Jean-Claude Bateux  |       | PS    |
| 5e              | Charles Revet     |       | UDF (PR)  | Paul Dhaille        |       | PS    |
| 6e              | Antoine Rufenacht |       | RPR       | Joseph Menga        |       | PS    |
| 7e              | André Duroméa     |       | PCF       | André Duroméa       |       | PCF   |
| 8e              | Roger Fossé       |       | RPR       | Roger Fossé         |       | RPR   |
| 9e              | Irénée Bourgois   |       | PCF       | Jean Beaufils       |       | PS    |
| 10e             | Georges Delatre   |       | RPR       | Georges Delatre     |       | RPR   |

## Seine-et-Marne

Députés élus de la Seine-et-Marne par circonscription

| Circonscription | Député sortant                                      | Parti | Parti    | Député élu ou réélu | Parti | Parti |
| --------------- | --------------------------------------------------- | ----- | -------- | ------------------- | ----- | ----- |
| 1re             | Alain Vivien                                        |       | PS       | Alain Vivien        |       | PS    |
| 2e              | Gérard Bordu                                        |       | PCF      | Jean-Pierre Fourré  |       | PS    |
| 3e              | Robert Héraud                                       |       | UDF (PR) | Robert Le Foll      |       | PS    |
| 4e              | Claude Eymard-Duvernay suppléant d'Alain Peyrefitte |       | RPR      | Marc Fromion        |       | PS    |
| 5e              | Didier Julia                                        |       | RPR      | Didier Julia        |       | RPR   |

## Yvelines

Députés élus des Yvelines par circonscription

| Circonscription | Député sortant                              | Parti | Parti    | Député élu ou réélu | Parti | Parti |
| --------------- | ------------------------------------------- | ----- | -------- | ------------------- | ----- | ----- |
| 1re             | Pierre Bourson                              |       | UDF (PR) | Jean Le Gars        |       | PS    |
| 2e              | Michel Péricard                             |       | RPR      | Michel Péricard     |       | RPR   |
| 3e              | Michel Rocard                               |       | PS       | Michel Rocard       |       | PS    |
| 4e              | Marc Lauriol                                |       | RPR      | Marc Lauriol        |       | RPR   |
| 5e              | Étienne Pinte                               |       | RPR      | Étienne Pinte       |       | RPR   |
| 6e              | Robert Wagner                               |       | RPR      | Robert Wagner       |       | RPR   |
| 7e              | Christian Coumel* suppléant de Pierre Ribes |       | RPR      | Bernard Schreiner   |       | PS    |
| 8e              | Nicolas About                               |       | UDF (PR) | Guy Malandain       |       | PS    |

## Deux-Sèvres

Députés élus des Deux-Sèvres par circonscription

| Circonscription | Député sortant                            | Parti | Parti     | Député élu ou réélu | Parti | Parti     |
| --------------- | ----------------------------------------- | ----- | --------- | ------------------- | ----- | --------- |
| 1re             | René Gaillard                             |       | PS        | René Gaillard       |       | PS        |
| 2e              | Jean Pineau suppléant de Jacques Fouchier |       | UDF       | Jacques Fouchier    |       | CNIP      |
| 3e              | Albert Brochard                           |       | UDF (CDS) | Albert Brochard     |       | UDF (CDS) |

## Somme

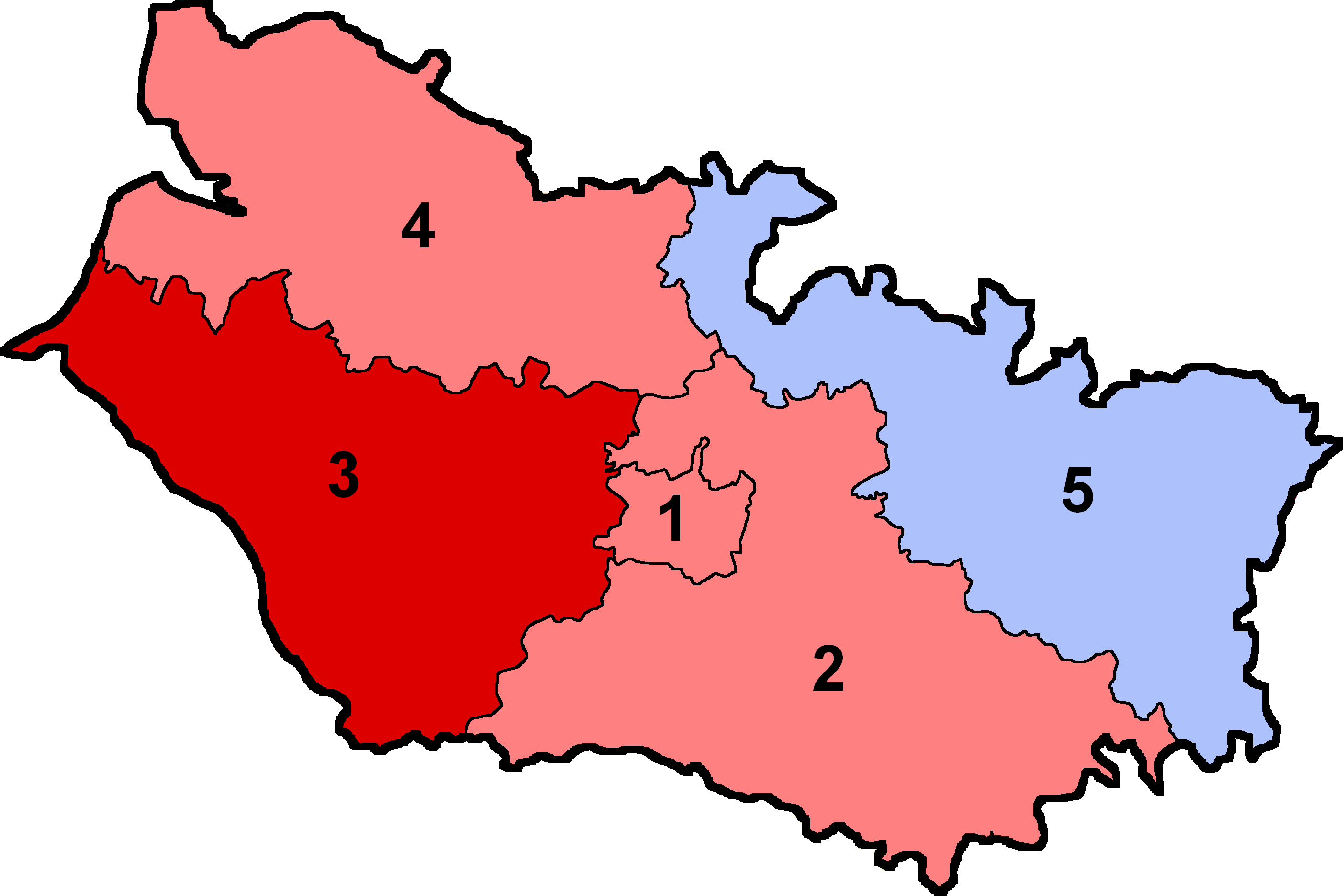
Députés élus de la Somme par circonscription

| Circonscription | Député sortant       | Parti | Parti         | Député élu ou réélu | Parti | Parti         |
| --------------- | -------------------- | ----- | ------------- | ------------------- | ----- | ------------- |
| 1re             | Maxime Gremetz       |       | PCF           | Jean-Claude Dessein |       | PS            |
| 2e              | Jean-Louis Massoubre |       | RPR           | Jacques Fleury      |       | PS            |
| 3e              | Michel Couillet      |       | PCF           | Michel Couillet     |       | PCF           |
| 4e              | Chantal Leblanc      |       | PCF           | Jacques Becq        |       | PS            |
| 5e              | André Audinot        |       | Divers droite | André Audinot       |       | Divers droite |

## Tarn

Députés élus du Tarn par circonscription

| Circonscription | Député sortant                               | Parti | Parti | Député élu ou réélu  | Parti | Parti |
| --------------- | -------------------------------------------- | ----- | ----- | -------------------- | ----- | ----- |
| 1re             | Pierre Bernard suppléant d'André Billoux     |       | PS    | Pierre Bernard       |       | PS    |
| 2e              | Louis Donnadieu suppléant de Jacques Limouzy |       | RPR   | Jean-Pierre Gabarrou |       | PS    |
| 3e              | Charles Pistre                               |       | PS    | Charles Pistre       |       | PS    |

## Tarn-et-Garonne

Députés élus de Tarn-et-Garonne par circonscription

| Circonscription | Député sortant     | Parti | Parti | Député élu ou réélu | Parti | Parti |
| --------------- | ------------------ | ----- | ----- | ------------------- | ----- | ----- |
| 1re             | Jean Bonhomme      |       | RPR   | Hubert Gouze        |       | PS    |
| 2e              | Jean-Michel Baylet |       | MRG   | Jean-Michel Baylet  |       | MRG   |

## Var

Députés élus du Var par circonscription

| Circonscription | Député sortant   | Parti | Parti    | Député élu ou réélu | Parti | Parti    |
| --------------- | ---------------- | ----- | -------- | ------------------- | ----- | -------- |
| 1re             | Alain Hautecœur  |       | PS       | Alain Hautecœur     |       | PS       |
| 2e              | François Léotard |       | UDF (PR) | François Léotard    |       | UDF (PR) |
| 3e              | Maurice Arreckx  |       | UDF (PR) | Guy Durbec          |       | PS       |
| 4e              | Arthur Paecht    |       | UDF (PR) | Christian Goux      |       | PS       |

## Vaucluse

Députés élus de Vaucluse par circonscription

| Circonscription | Député sortant                                             | Parti | Parti    | Député élu ou réélu | Parti | Parti |
| --------------- | ---------------------------------------------------------- | ----- | -------- | ------------------- | ----- | ----- |
| 1re             | Dominique Taddei                                           |       | PS       | Dominique Taddei    |       | PS    |
| 2e              | Marie-Madeleine Signouret suppléante de Maurice Charretier |       | UDF (PR) | André Borel         |       | PS    |
| 3e              | Fernand Marin                                              |       | PCF      | Jean Gatel          |       | PS    |

## Vendée

Députés élus de la Vendée par circonscription

| Circonscription | Député sortant  | Parti | Parti     | Député élu ou réélu | Parti | Parti    |
| --------------- | --------------- | ----- | --------- | ------------------- | ----- | -------- |
| 1re             | Paul Caillaud   |       | UDF (PR)  | Philippe Mestre     |       | UDF (AD) |
| 2e              | André Forens    |       | UDF (CDS) | Pierre Métais       |       | PS       |
| 3e              | Pierre Mauger   |       | RPR       | Pierre Mauger       |       | RPR      |
| 4e              | Vincent Ansquer |       | RPR       | Vincent Ansquer     |       | RPR      |

## Vienne

Députés élus de la Vienne par circonscription

| Circonscription | Député sortant     | Parti | Parti     | Député élu ou réélu | Parti | Parti |
| --------------- | ------------------ | ----- | --------- | ------------------- | ----- | ----- |
| 1re             | Jacques Santrot    |       | PS        | Jacques Santrot     |       | PS    |
| 2e              | Jean-Pierre Abelin |       | UDF (CDS) | Édith Cresson       |       | PS    |
| 3e              | Arnaud Lepercq     |       | RPR       | Raoul Cartraud      |       | PS    |

## Haute-Vienne

Députés élus de la Haute-Vienne par circonscription

| Circonscription | Député sortant  | Parti | Parti | Député élu ou réélu | Parti | Parti |
| --------------- | --------------- | ----- | ----- | ------------------- | ----- | ----- |
| 1re             | Hélène Constans |       | PCF   | Alain Rodet         |       | PS    |
| 2e              | Marcel Rigout   |       | PCF   | Marcel Rigout       |       | PCF   |
| 3e              | Jacques Jouve   |       | PCF   | Marcel Mocœur       |       | PS    |

## Vosges

Députés élus des Vosges par circonscription

| Circonscription | Député sortant    | Parti | Parti    | Député élu ou réélu | Parti | Parti |
| --------------- | ----------------- | ----- | -------- | ------------------- | ----- | ----- |
| 1re             | Philippe Séguin   |       | RPR      | Philippe Séguin     |       | RPR   |
| 2e              | Christian Pierret |       | PS       | Christian Pierret   |       | PS    |
| 3e              | Gérard Braun      |       | RPR      | Jean Valroff        |       | PS    |
| 4e              | Hubert Voilquin   |       | UDF (PR) | Serge Beltrame      |       | PS    |

## Yonne

Députés élus de l'Yonne par circonscription

| Circonscription | Député sortant                               | Parti | Parti    | Député élu ou réélu | Parti | Parti    |
| --------------- | -------------------------------------------- | ----- | -------- | ------------------- | ----- | -------- |
| 1re             | Marc Masson suppléant de Jean-Pierre Soisson |       | UDF (PR) | Jean-Pierre Soisson |       | UDF (PR) |
| 2e              | Michel Delprat                               |       | CNIP     | Léo Grézard         |       | PS       |
| 3e              | André Mercier suppléant de Jacques Piot      |       | RPR      | Roger Lassale       |       | PS       |

## Territoire de Belfort

Députés élus du Territoire de Belfort par circonscription

| Circonscription | Député sortant          | Parti | Parti | Député élu ou réélu     | Parti | Parti |
| --------------- | ----------------------- | ----- | ----- | ----------------------- | ----- | ----- |
| 1re             | Jean-Pierre Chevènement |       | PS    | Jean-Pierre Chevènement |       | PS    |
| 2e              | Raymond Forni           |       | PS    | Raymond Forni           |       | PS    |

## Essonne

Députés élus de l'Essonne par circonscription

| Circonscription | Député sortant   | Parti | Parti | Député élu ou réélu | Parti | Parti |
| --------------- | ---------------- | ----- | ----- | ------------------- | ----- | ----- |
| 1re             | Roger Combrisson |       | PCF   | Michel Berson       |       | PS    |
| 2e              | Bernard Pons     |       | RPR   | Jacques Guyard      |       | PS    |
| 3e              | Pierre Juquin    |       | PCF   | Claude Germon       |       | PS    |
| 4e              | Robert Vizet     |       | PCF   | Yves Tavernier      |       | PS    |

## Hauts-de-Seine

Députés élus des Hauts-de-Seine par circonscription

| Circonscription | Député sortant             | Parti | Parti     | Député élu ou réélu        | Parti | Parti    |
| --------------- | -------------------------- | ----- | --------- | -------------------------- | ----- | -------- |
| 1re             | Jacques Brunhes            |       | PCF       | Jacques Brunhes            |       | PCF      |
| 2e              | Georges Tranchant          |       | RPR       | Georges Tranchant          |       | RPR      |
| 3e              | Dominique Frelaut          |       | PCF       | Dominique Frelaut          |       | PCF      |
| 4e              | Parfait Jans               |       | PCF       | Parfait Jans               |       | PCF      |
| 5e              | Charles Deprez             |       | UDF (PR)  | Charles Deprez             |       | UDF (PR) |
| 6e              | Florence d'Harcourt        |       | CNIP      | Florence d'Harcourt        |       | CNIP     |
| 7e              | Jacqueline Fraysse-Cazalis |       | PCF       | Jacqueline Fraysse-Cazalis |       | PCF      |
| 8e              | Jacques Baumel             |       | RPR       | Jacques Baumel             |       | RPR      |
| 9e              | Claude Labbé               |       | RPR       | Claude Labbé               |       | RPR      |
| 10e             | Georges Gorse              |       | RPR       | Georges Gorse              |       | RPR      |
| 11e             | Guy Ducoloné               |       | PCF       | Guy Ducoloné               |       | PCF      |
| 12e             | Jean Fonteneau             |       | UDF (CDS) | Georges Le Baill           |       | PS       |
| 13e             | Henri Ginoux               |       | CNIP      | Philippe Bassinet          |       | PS       |

## Seine-Saint-Denis

Députés élus de la Seine-Saint-Denis par circonscription

| Circonscription | Député sortant                                | Parti | Parti | Député élu ou réélu | Parti | Parti |
| --------------- | --------------------------------------------- | ----- | ----- | ------------------- | ----- | ----- |
| 1re             | Paulette Fost                                 |       | PCF   | Gilbert Bonnemaison |       | PS    |
| 2e              | Pierre Zarka                                  |       | PCF   | Pierre Zarka        |       | PCF   |
| 3e              | Jack Ralite                                   |       | PCF   | Jack Ralite         |       | PCF   |
| 4e              | Maurice Nilès                                 |       | PCF   | Maurice Nilès       |       | PCF   |
| 5e              | Roger Gouhier                                 |       | PCF   | Véronique Neiertz   |       | PS    |
| 6e              | Jacqueline Chonavel                           |       | PCF   | Claude Bartolone    |       | PS    |
| 7e              | Louis Odru                                    |       | PCF   | Louis Odru          |       | PCF   |
| 8e              | François Asensi suppléant de Robert Ballanger |       | PCF   | François Asensi     |       | PCF   |
| 9e              | Marie-Thérèse Goutmann                        |       | PCF   | Jacques Mahéas      |       | PS    |

## Val-de-Marne

Députés élus du Val-de-Marne par circonscription

| Circonscription | Député sortant      | Parti | Parti         | Député élu ou réélu | Parti | Parti |
| --------------- | ------------------- | ----- | ------------- | ------------------- | ----- | ----- |
| 1re             | Georges Marchais    |       | PCF           | Georges Marchais    |       | PCF   |
| 2e              | Charles Fiterman    |       | PCF           | Pierre Tabanou      |       | PS    |
| 3e              | Georges Gosnat      |       | PCF           | Georges Gosnat      |       | PCF   |
| 4e              | Joseph Franceschi   |       | PS            | Joseph Franceschi   |       | PS    |
| 5e              | Jean-Louis Beaumont |       | Divers droite | Laurent Cathala     |       | PS    |
| 6e              | Roland Nungesser    |       | RPR           | Roland Nungesser    |       | RPR   |
| 7e              | Robert-André Vivien |       | RPR           | Robert-André Vivien |       | RPR   |
| 8e              | Maxime Kalinsky     |       | PCF           | Paulette Nevoux     |       | PS    |

## Val-d'Oise

Députés élus du Val-d'Oise par circonscription

| Circonscription | Député sortant        | Parti | Parti     | Député élu ou réélu   | Parti | Parti |
| --------------- | --------------------- | ----- | --------- | --------------------- | ----- | ----- |
| 1re             | Alain Richard         |       | PS        | Alain Richard         |       | PS    |
| 2e              | Jean-Pierre Delalande |       | RPR       | Jean-Pierre Le Coadic |       | PS    |
| 3e              | Robert Montdargent    |       | PCF       | Robert Montdargent    |       | PCF   |
| 4e              | André Petit           |       | UDF (CDS) | Marie-France Lecuir   |       | PS    |
| 5e              | Henry Canacos         |       | PCF       | Michel Coffineau      |       | PS    |

## Guadeloupe

Députés élus de la Guadeloupe par circonscription

| Circonscription | Député sortant   | Parti | Parti | Député élu ou réélu | Parti | Parti    |
| --------------- | ---------------- | ----- | ----- | ------------------- | ----- | -------- |
| 1re             | José Moustache   |       | RPR   | Ernest Moutoussamy  |       | PCG      |
| 2e              | Mariani Maximin  |       | RPR   | Frédéric Jalton     |       | PS       |
| 3e              | Raymond Guilliod |       | RPR   | Marcel Esdras       |       | app. UDF |

## Martinique

Députés élus de la Martinique par circonscription

| Circonscription | Député sortant | Parti | Parti    | Député élu ou réélu | Parti | Parti    |
| --------------- | -------------- | ----- | -------- | ------------------- | ----- | -------- |
| 1re             | Camille Petit  |       | RPR      | Camille Petit       |       | RPR      |
| 2e              | Aimé Césaire   |       | PPM      | Aimé Césaire        |       | PPM      |
| 3e              | Victor Sablé   |       | UDF (PR) | Victor Sablé        |       | UDF (PR) |

## Guyane

Député élu de la Guyane

| Circonscription        | Député sortant  | Parti | Parti | Député élu ou réélu | Parti | Parti |
| ---------------------- | --------------- | ----- | ----- | ------------------- | ----- | ----- |
| Circonscription unique | Hector Riviérez |       | RPR   | Élie Castor         |       | PSG   |

## La Réunion

Députés élus de la Réunion par circonscription

| Circonscription | Député sortant   | Parti | Parti         | Député élu ou réélu | Parti | Parti         |
| --------------- | ---------------- | ----- | ------------- | ------------------- | ----- | ------------- |
| 1re             | Michel Debré     |       | RPR           | Michel Debré        |       | RPR           |
| 2e              | Jean Fontaine    |       | Divers droite | Jean Fontaine       |       | Divers droite |
| 3e              | Pierre Lagourgue |       | UDF (PR)      | Wilfrid Bertile     |       | PS            |

## Saint-Pierre-et-Miquelon

Député élu de Saint-Pierre-et-Miquelon

| Circonscription        | Député sortant    | Parti | Parti | Député élu ou réélu | Parti | Parti |
| ---------------------- | ----------------- | ----- | ----- | ------------------- | ----- | ----- |
| Circonscription unique | Marc Plantegenest |       | PS    | Albert Pen          |       | PS    |

## Mayotte

Député élu de Mayotte

| Circonscription        | Député sortant   | Parti | Parti     | Député élu ou réélu | Parti | Parti |
| ---------------------- | ---------------- | ----- | --------- | ------------------- | ----- | ----- |
| Circonscription unique | Younoussa Bamana |       | UDF (CDS) | Jean-François Hory  |       | MRG   |

## Wallis-et-Futuna

Député élu de Wallis-et-Futuna

| Circonscription        | Député sortant | Parti | Parti | Député élu ou réélu | Parti | Parti |
| ---------------------- | -------------- | ----- | ----- | ------------------- | ----- | ----- |
| Circonscription unique | Benjamin Brial |       | RPR   | Benjamin Brial      |       | RPR   |

## Polynésie française

Députés élus de la Polynésie française (Tahiti) par circonscription

| Circonscription | Député sortant | Parti | Parti    | Député élu ou réélu | Parti | Parti    |
| --------------- | -------------- | ----- | -------- | ------------------- | ----- | -------- |
| 1re             | Jean Juventin  |       | app. UDF | Jean Juventin       |       | app. UDF |
| 2e              | Gaston Flosse  |       | RPR      | Gaston Flosse       |       | RPR      |

## Nouvelle-Calédonie

Députés élus de Nouvelle-Calédonie par circonscription

| Circonscription | Député sortant  | Parti | Parti | Député élu ou réélu | Parti | Parti |
| --------------- | --------------- | ----- | ----- | ------------------- | ----- | ----- |
| 1re             | Rock Pidjot     |       | UC    | Rock Pidjot         |       | UC    |
| 2e              | Jacques Lafleur |       | RPCR  | Jacques Lafleur     |       | RPCR  |